# Eugenio Segura Vázquez
Eugenio Segura Vázquez (Cancún, Quintana Roo, 7 de febrero de 1994), también conocido como "Gino" Segura, es un político mexicano miembro del partido Morena. Desde el 1 de septiembre del 2024 se desempeña como Senador del Congreso de la Unión.

## Primeros años
Eugenio Segura Vázquez nació el 7 de febrero de 1994 en la ciudad de Cancún, Quintana Roo. 
Estudió la licenciatura en Economía con especialización en Finanzas en el Instituto Tecnológico Autónomo de México, donde también hizo un diplomado en Derecho Financiero.
A lo largo de su trayectoria académica, tuvo la oportunidad de realizar estudios en el extranjero, cursando materias en instituciones como la Universidad Pompeu Fabra en España, la Escuela de negocios de Copenhague en Dinamarca y la Universidad de Harvard en Estados Unidos.

## Carrera Política
Inició su carrera primero como Subsecretario de Servicios Administrativos en la XVI Legislatura del Congreso del Estado de Quintana Roo y luego como Oficial Mayor del H. Ayuntamiento de Benito Juárez, Quintana Roo. 
En 2022 fue nombrado Secretario de Finanzas y Planeación de Quintana Roo por la Gobernadora Mara Lezama.
En 2024 expresó su intención de contender por una senaduría. Durante las elecciones, resultó electo bajo la fórmula de la coalición "Sigamos Haciendo Historia", conformada por Morena, PT y PVEM, junto a Anahí González Hernández. Su candidatura recibió un amplio respaldo ciudadano en Quintana Roo, alcanzando un total de 555,829 votos.
Actualmente, se desempeña como Senador del Congreso de la Unión y, desde el 28 de noviembre de 2024, preside la Comisión de Turismo en el Senado.